# Villers-en-Prayères
Villers-en-Prayères är en kommun i departementet Aisne i regionen Hauts-de-France i norra Frankrike. Kommunen ligger  i kantonen Braine som ligger i arrondissementet Soissons. År 2018 hade Villers-en-Prayères 133 invånare.

## Befolkningsutveckling
Antalet invånare i kommunen Villers-en-Prayères
Referens: INSEE